# Chicago Women's Open 2023
Il Chicago Women's Open 2023 è un torneo di tennis femminile giocato sui campi in cemento. È la 3ª edizione del torneo, che fa parte nell'ambito del WTA Challenger Tour 2023. Il torneo si gioca al XS Tennis Village di Chicago dal 21 al 27 agosto 2023.

## Partecipanti al singolare

### Teste di serie
| Nazionalità | Giocatrice        | Ranking* | Testa di serie |
| ----------- | ----------------- | -------- | -------------- |
| Paesi Bassi | Arantxa Rus       | 41       | 1              |
|             | Elina Avanesjan   | 64       | 2              |
| Colombia    | Camila Osorio     | 65       | 3              |
| Francia     | Alizé Cornet      | 66       | 4              |
| Italia      | Lucia Bronzetti   | 68       | 5              |
| Spagna      | Rebeka Masarova   | 73       | 6              |
| Francia     | Diane Parry       | 75       | 7              |
|             | Kamilla Rachimova | 80       | 8              |

* Ranking al 14 agosto 2023.

### Altre partecipanti
Le seguenti giocatrici hanno ricevuto una wild card per il tabellone principale:
- Kolie Allen
- Varvara Lepchenko
- Clervie Ngounoue
- Whitney Osuigwe

La seguente giocatrice è entrata in tabellone con il ranking protetto:
- Margarita Betova

Le seguenti giocatrici sono passate dalle qualificazioni:
- Ulrikke Eikeri
- Quinn Gleason
- Storm Hunter
- Irina Chromačëva

La seguente giocatrice è entrata in tabellone come lucky loser:
- Adesuwa Osabuohien

### Ritiri
- Maryna Zanevs'ka → sostituita da  Adesuwa Osabuohien

## Partecipanti al doppio

### Teste di serie
| Nazione  | Giocatrice     | Nazione | Giocatrice           | Rank1 | Seed |
| -------- | -------------- | ------- | -------------------- | ----- | ---- |
| Norvegia | Ulrikke Eikeri | Estonia | Ingrid Neel          | 107   | 1    |
|          | Jana Sizikova  | Belgio  | Kimberley Zimmermann | 109   | 2    |

* Ranking al 14 agosto 2023.

### Altre partecipanti
La seguente coppia di giocatrici ha ricevuto una wild card per il tabellone principale:
- Kolie Allen /  Ashley Matz

## Campionesse

### Singolare
Viktorija Tomova ha sconfitto in finale  Claire Liu con il punteggio di 6-1, 6-4.

### Doppio
Ulrikke Eikeri /  Ingrid Neel hanno sconfitto in finale  Cristina Bucșa /  Aleksandra Panova per ritiro.